# Liste der Biografien/Weish
Liste der Biografien |
Portal Biografien |
Personensuche
# |
A |
B |
C |
D |
E |
F |
G |
H |
I |
J |
K |
L |
M |
N |
O |
P |
Q |
R |
S |
T |
U |
V |
W |
X |
Y |
Z |
?
 
Wa |
Wc |
Wd |
We |
Wh |
Wi |
Wj |
Wl |
Wn |
Wo |
Wr |
Ws |
Wt |
Wu |
Ww |
Wy |
Wz
 
Wea |
Web |
Wec |
Wed |
Wee |
Wef |
Weg |
Weh |
Wei |
Wej |
Wek |
Wel |
Wem |
Wen |
Weo |
Wep |
Wer |
Wes |
Wet |
Weu |
Wev |
Wew |
Wex |
Wey |
Wez
 
Weia |
Weib |
Weic |
Weid |
Weie |
Weif |
Weig |
Weih |
Weij |
Weik |
Weil |
Weim |
Wein |
Weip |
Weir |
Weis |
Weit |
Weix |
Weiz
 
Weisb |
Weisc |
Weisd |
Weise |
Weisf |
Weisg |
Weish |
Weisi |
Weisk |
Weisl |
Weism |
Weisn |
Weisp |
Weisr |
Weiss |
Weist |
Weisw |
Weisz
Die Liste der Biografien führt alle Personen auf, die in der deutschsprachigen Wikipedia einen Artikel haben. Dieses ist eine Teilliste mit 33 Einträgen von Personen, deren Namen mit den Buchstaben „Weish“ beginnt.

## Weish
- Weish, Peter (* 1936), österreichischer Naturwissenschaftler (Biologie, Chemie und Physik), Autor und Umweltaktivist

### Weisha
- Weishaar, Heinz (1932–2019), deutscher Boxtrainer
- Weishaar, Hilmar (1939–2014), deutscher Fußballspieler
- Weishaar, Jakob Friedrich (1775–1834), liberaler Politiker in Württemberg
- Weishampel, David B. (* 1952), US-amerikanischer Paläontologe
- Weishappel, Gustl (1925–2008), österreichisch-deutscher Schauspieler und Hörfunkmoderator
- Weishappel, Rudolf (1921–2006), österreichischer Journalist und Komponist
- Weishäupl, Gabriele (* 1947), deutsche Tourismusdirektorin i. R., ehemalige Oktoberfest-Chefin
- Weishäupl, Karl (1916–1989), deutscher Politiker (SPD), MdL
- Weishaupt, Adam (1748–1830), deutscher Autor, Hochschullehrer und Philosoph, Gründer des IlluminatenordensAdam Weishaupt (1748–1830)

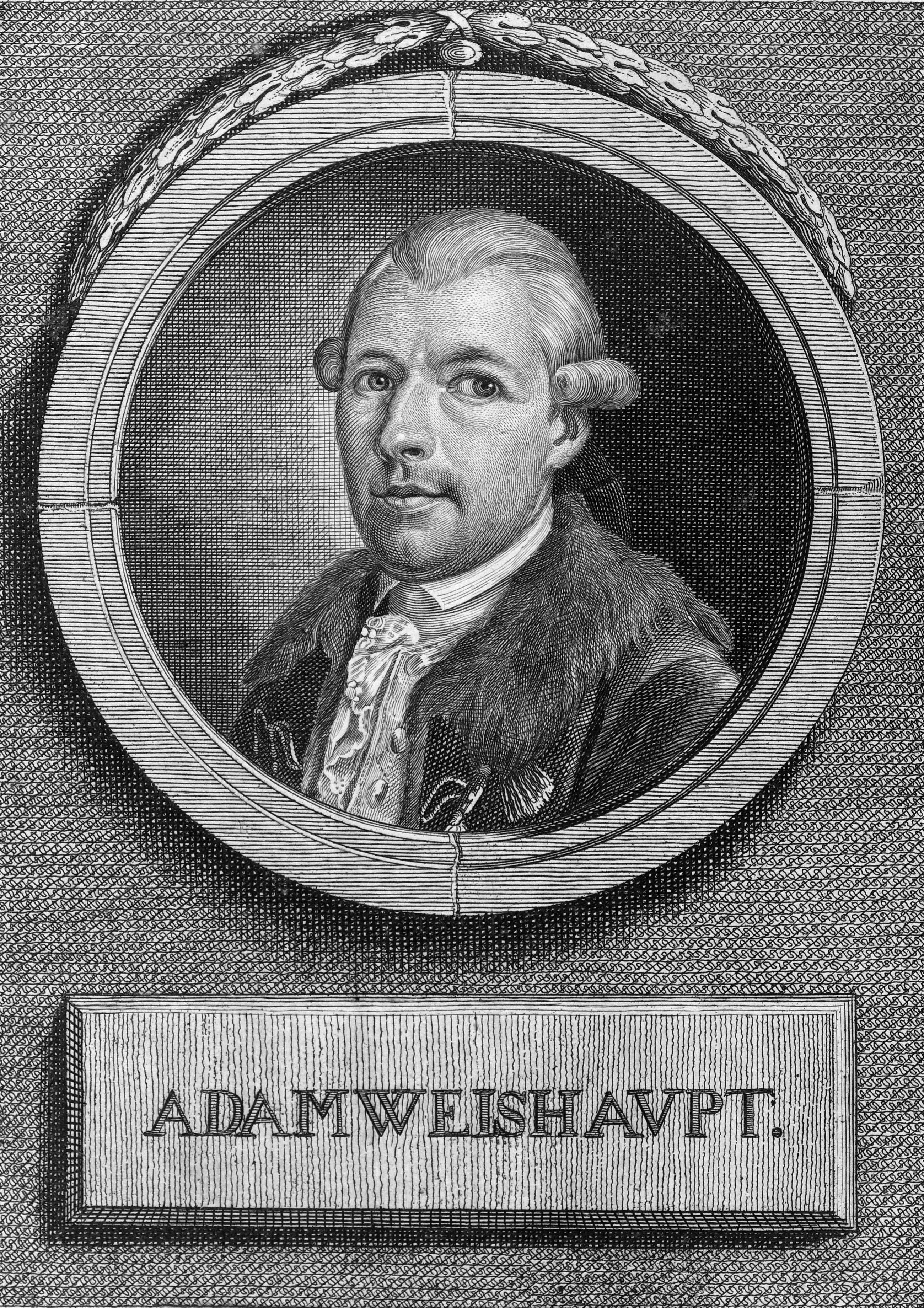
Adam Weishaupt (1748–1830)

- Weishaupt, Axel (1945–2010), deutscher Diplomat
- Weishaupt, Carl (1787–1853), bayerischer Generalleutnant und Kriegsminister
- Weishaupt, Erich (* 1952), deutscher Eishockeytorwart
- Weishaupt, Franz († 1866), deutscher Lithograf und Werkmeister
- Weishaupt, Gero P. (* 1964), deutscher römisch-katholischer Theologe
- Weishaupt, Hellmut (1895–1958), deutscher Pädagoge und Abgeordneter
- Weishaupt, Hermann (1815–1869), deutscher Bauingenieur, preußischer Baubeamter
- Weishaupt, Johann (1886–1962), Landrat, deutscher Politiker der CDU
- Weishaupt, Johann Georg (1716–1753), deutscher Rechtswissenschaftler
- Weishaupt, Joseph (1953–1992), deutscher Hörfunkjournalist
- Weishaupt, Matthias (* 1961), Schweizer Politiker
- Weishaupt, Max (1908–1982), deutscher Unternehmer
- Weishaupt, Philipp (* 1985), deutscher SpringreiterPhilipp Weishaupt (* 1985)

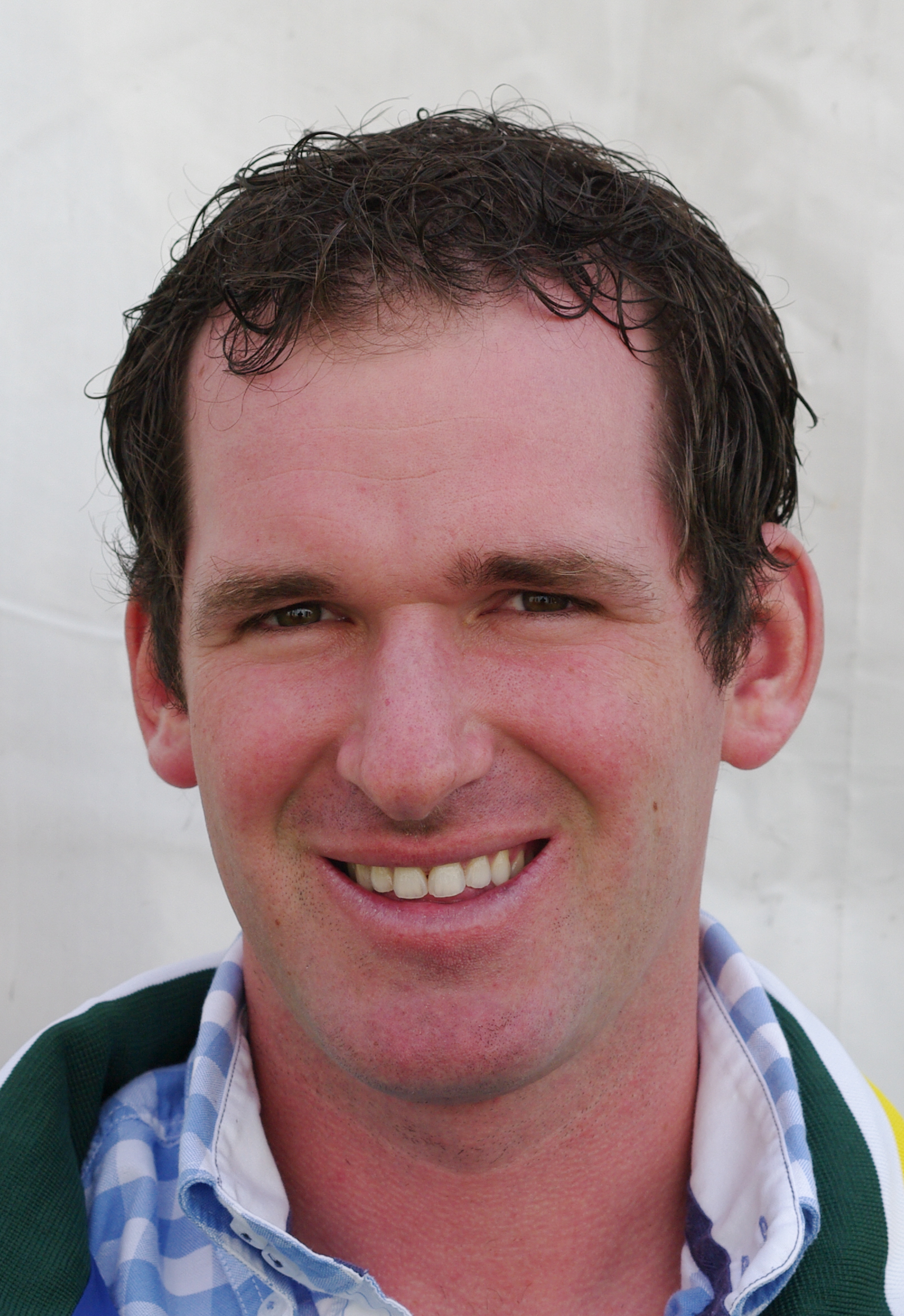
Philipp Weishaupt (* 1985)

- Weishaupt, Samuel (1794–1874), Schweizer Pfarrer und Chorleiter
- Weishaupt, Saskia (* 1993), deutsche Politikerin (Bündnis 90/Die Grünen)
- Weishaupt, Siegfried (* 1939), deutscher Unternehmer, Kunstsammler und Mäzen
- Weishaupt, Theodor (1817–1899), deutscher Bauingenieur

### Weishe
- Weisheimer, Antje (* 1972), deutsche Klimawissenschaftlerin
- Weisheit, Franz Xaver (1874–1897), deutscher Tiermaler und Plakatkünstler
- Weisheit, Hans (1901–1954), deutscher Politiker (NSDAP), MdR
- Weisheit, Matthias (1945–2004), deutscher Politiker (SPD), MdB
- Weisheitel, Saskia (* 1989), deutsche Handballspielerin

### Weisho
- Weishoff, Paula (* 1962), US-amerikanische Volleyballspielerin